# Gil Dor
Pour les articles homonymes, voir Dor.
 (février 2019).

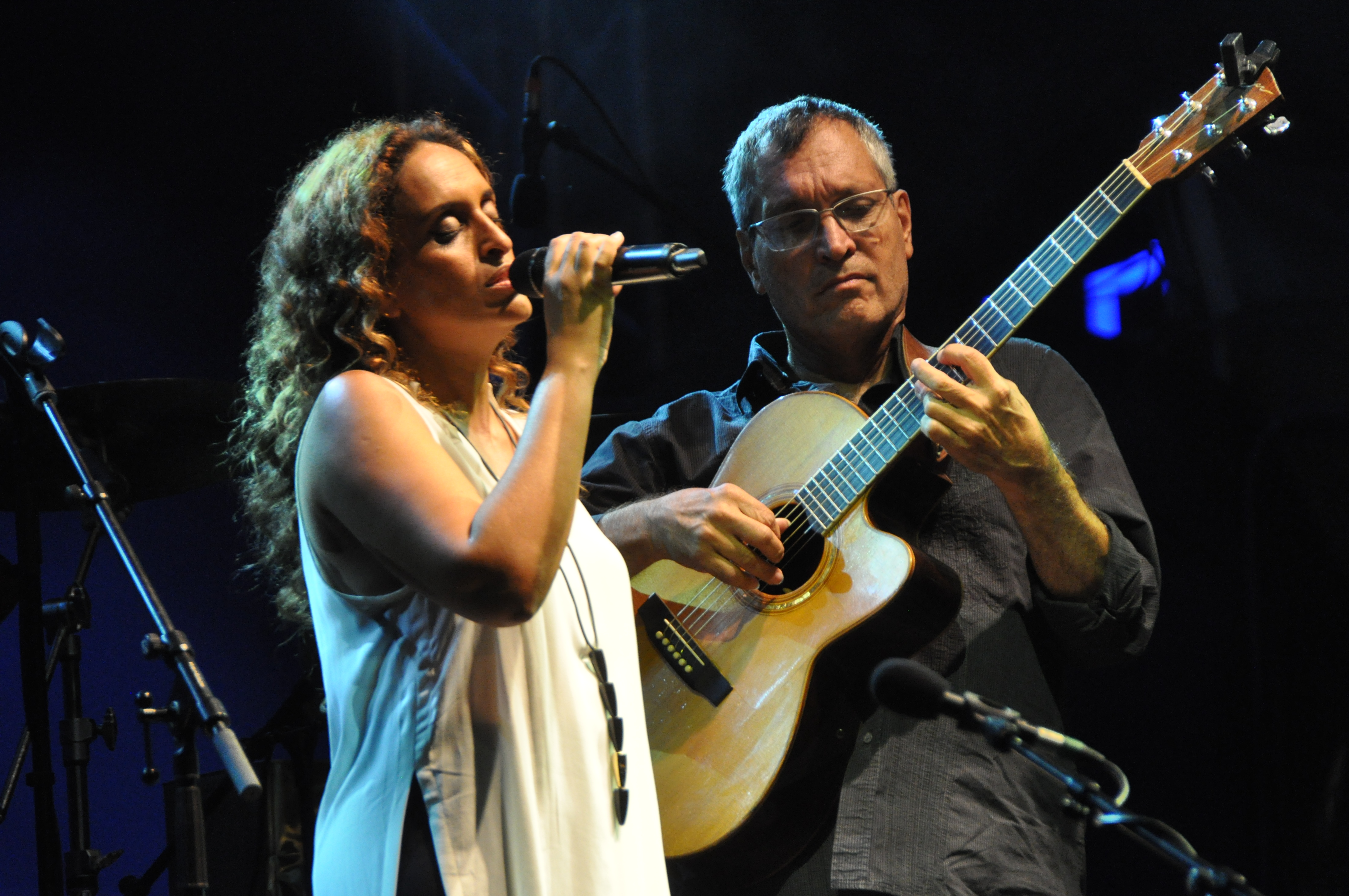
Gil Dor (à droite) avec Achinoam Nini lors du 39ème festival de musique "Bardentreffen" 2014 à Nuremberg, en Allemagne

Gil Dor (hébreu: גיל דור, né le 12 décembre 1952) est un guitariste et compositeur israélien, principalement connu pour sa longue collaboration en tant qu'accompagnateur, arrangeur, producteur et co-compositeur avec la concertiste et artiste d'enregistrement international Achinoam Nini, également connue comme Noa,,,.